# 第四代漢密爾頓公爵詹姆斯·漢密爾頓
詹姆斯·漢密爾頓（英語：James Hamilton，1658年4月11日—1712年11月15日），第四代漢密爾頓公爵，是一位蘇格蘭貴族。他是達連計劃的主要資助人，該計畫在巴拿馬建立一塊蘇格蘭的殖民地，但計畫最終失敗。1707年聯合法令通過後，他在1711年獲封大不列顛貴族爵位布蘭登公爵（Duke of Brandon）。

## 家庭
1698年，詹姆斯·漢密爾頓與伊莉莎白·傑拉德（Elizabeth Gerard）結婚，兩人共有3子2女：
1. 夏洛特（1701年—1774年）
2. 詹姆斯（英语：James Hamilton, 5th Duke of Hamilton）（1703年—1743年）
3. 威廉（英语：Lord William Hamilton）（約1705年—1734年）
4. 蘇珊（1706年—1753年）
5. 安（英语：Lord Anne Hamilton）（1709年—1748年）

1. ↑  Ibeji, Mike. . BBC British History. BBC. 17 February 2017  [16 April 2017]. （原始内容存档于2024-02-17）.